# Albert Eloy (football, 1892)
Pour les articles homonymes, voir Albert Eloy.
Albert Eloy est un footballeur international français né le 17 avril 1892 à Carnin et mort le 7 janvier 1947 à Anor.
Il joue comme avant-centre à l'Olympique lillois. Il compte deux sélections pour deux buts marqués en équipe de France.

## Biographie
Albert Eloy intègre l'équipe première de l'Olympique lillois à l'âge de 16 ans. Champion de France scolaire avec le lycée Faidherbe, il remporte le Championnat USFSA du Nord en 1911, 1913 et 1914 avec le club nordiste. Joueur appréciant les terrains lourds, il est sélectionné en équipe de France USFSA le 1er janvier 1912 pour rencontrer l'Angleterre amateurs. Il inscrit le seul but des Français de la rencontre, perdue sur le score de sept buts à un.
Après l'adhésion de l'USFSA au CFI, il devient international le 9 mars 1913 pour une rencontre disputée au Stade des Charmilles face à la Suisse. À l'origine du premier but inscrit par Charles Montagne, il inscrit un doublé et la France l'emporte sur le score de quatre buts à un,. Le 4 janvier 1914, il rencontre avec les Lions des Flandres, la sélection USFSA du Nord, la sélection de Paris de la LFA. Il inscrit le premier but de la rencontre, remportée trois buts à zéro dans le stade de l'Olympique lillois.
Réserviste pour le match disputé à Lille contre la Belgique, remporté quatre buts à trois, il connaît sa dernière sélection en équipe de France, le 8 février 1914 contre le Luxembourg, rencontre perdue sur le score de cinq buts à quatre.
Il arrête sa carrière en 1919 et s'installe comme médecin militaire à Anor où il fonde le club de football de la ville la même année,. Il meurt dans cette ville en 1947.

## Palmarès
- Champion de France  en 1914 avec l'Olympique lillois[12].
- Champion USFSA du Nord en 1911, 1913 et 1914 avec l'Olympique lillois.
- Vainqueur du Trophée de France en 1914 avec l'Olympique lillois.
- 2 sélections pour 2 buts marqués en équipe de France[13].